# دراگانووو (استان کرجالی)
دراگانووو (به بلغاری: Draganovo) یک منطقهٔ مسکونی در بلغارستان است که در شهرستان چرنوچن واقع شده‌است.
 دراگانووو ۱٫۹۰۷ کیلومتر مربع مساحت و ۱۶۳ نفر جمعیت دارد.